# Campionato mondiale di hockey su ghiaccio 1979
Il campionato mondiale di hockey su ghiaccio 1979 (46ª edizione) si è svolto dal 14 al 27 aprile 1979 in Unione Sovietica, in particolare nella città di Mosca. Esso è stato considerato anche come campionato europeo, alla sua 57ª edizione.
Vi hanno partecipato otto rappresentative nazionali. A trionfare è stata la nazionale sovietica.

## Nazionali partecipanti
- Unione Sovietica
- Svezia
- Germania Ovest
- Polonia
- Cecoslovacchia
- Canada
- Stati Uniti
- Finlandia

## Podio

### Mondiale
| Pos. | Squadra          |
| ---- | ---------------- |
| 1°   | Unione Sovietica |
| 2°   | Cecoslovacchia   |
| 3°   | Svezia           |

### Europeo
| Pos. | Squadra          |
| ---- | ---------------- |
| 1°   | Unione Sovietica |
| 2°   | Cecoslovacchia   |
| 3°   | Svezia           |